# Битва при Аркадиополе (970)
Битва при Аркадиополе — сражение между войсками Великого князя Киевского Святослава и его союзников, вторгшимися через дунайскую Болгарию во Фракию, и византийской армией под предводительством Варды Склира, в ходе походов Святослава Игоревича в Болгарию.

## Предыстория
Восстановив в 969 году контроль над Болгарией, Святослав в ответ на предложение новым византийским императором вознаграждения за набег на Болгарию (в соответствии с договорённостью Святослава с предыдущим императором Никифором Фокой) увеличил свои требования, запросив дань за оставление всех захваченных городов и выкуп за пленных. В случае несоблюдения данного требования Святослав предложил византийцам отказаться от их владений в Европе. В ответ на напоминание о прежних договорах Руси с Византией и о печальной судьбе отца Святослава русский князь сообщил о своём намерении дойти до Константинополя.
Зимой 969/970 годов Иоанн Цимисхий собрал отряд «бессмертных», которым приказал находиться при нем, расположил во Фракии переброшенные из Азии войска во главе с Вардой Склиром и патрикием Петром. В занятые русскими области византийцы засылали переодетых в скифское платье, владеющих обоими языками людей, чтобы они узнавали о намерениях неприятеля.
В 970 году (весной) Святослав с частью своих сил, болгарами, а также своими венгерскими и печенежскими союзниками преодолел Балканы и двинулся к крупному византийскому городу Адрианополю. По одной из версий, битва с войском Варды Склира произошла именно у стен этого города, однако, более распространена версия о битве у крепости Аркадиополь, вблизи которой расположилась армия Святослава.

## Соотношение сил
Численность войска Святослава русская летопись определяет в 10-20 тыс.чел., Лев Диакон — в более чем 30 тыс.чел. (то есть примерно как половину всех сил, участвовавших в войне). Численность византийского войска Лев Диакон определяет в почти 10 тыс.чел., Иоанн Скилица — в 12 тыс.чел.

## Битва
Варда Склир выслал в сторону неприятеля авангард под предводительством Иоанна Алакаса, который должен был вступить в соприкосновение с противником и организованно отступить к месту расположения главных сил, которые Варда Склир разделил на три части по фронту, причём фланговые отряды укрыл в лесах для неожиданного удара по противнику.
Войско союзников было также разделено на три части: основные силы в составе русских и болгар, отдельно — печенеги и венгры, располагавшиеся на флангах. Перед битвой Святослав произнёс знаменитую речь, приводимую русской летописью:

«Нам некуда уже деться, хотим мы или не хотим — должны сражаться. Так не посрамим земли Русской, но ляжем здесь костьми, ибо мертвые сраму не имут. Если же побежим — позор нам будет. Так не побежим же, но станем крепко, а я пойду впереди вас: если моя голова ляжет, то о своих сами позаботьтесь».
Оригинальный текст (древнерусск.)Ѹже намъ нѣкамо сѧ дѣти, волею и неволею стати противѹ. да не посрамимъ землѣ рѹскиѣ, но лѧжемъ костьми, мертвыи бо срама не имамъ. Аще ли побѣгнемъ, срамъ имамъ. Не имамъ ѹбѣжати, но станемъ крѣпко, азъ же предъ вами поидѹ. аще моꙗ глава лѧжеть, то промыслите собою.

Авангард византийцев завязал бой с печенегами, отступил, после чего печенеги столкнулись с главными силами византийцев, фланговый отряд ударил из засады, и печенеги были разгромлены. Главные силы союзников двигались двумя линиями: впереди конница (в том числе венгры), за ней пехота. Итоги сражения освещаются в византийских и русских источниках прямо противоположным образом. Согласно Льву Диакону, византийцы окружили противника и одержали полную победу, потеряв всего 55 человек убитыми против 20 тысяч у Святослава. Русская летопись сообщает об успехе русского воинства, дальнейшем наступлении и разорении городов. По версии Сюзюмова М. Я. и Сахарова А. Н., сражение, о котором рассказывает русская летопись и в котором русские одержали победу, было отдельным от битвы под Аркадиополем. Оно также произошло в 970 году, византийским войском командовал не упоминаемый при Аркадиополе патрикий Пётр, а противостояла ему та часть русского войска, которая не сражалась вместе с союзниками под Аркадиополем.

## Последствия
Согласно греческим источникам, после битвы под Аркадиополем корпус Варды Склира был переброшен в Малую Азию на подавление мятежа, возглавленного родственником убитого Цимисхием императора Никифора — Вардой Фокой Младшим. В Адрианополе велась подготовка к предстоящему походу в Болгарию против Святослава, чьи войска продолжали набеги на Македонию.
Согласно русской летописи, Святослав получил дань на своих воинов, включая убитых, прекратил наступление на Константинополь и заключил с Цимисхием мирный договор, положивший конец войне. Его текст, приведённый в «Повести временных лет» под 6479 (971) годом, считается полным текстом русско-византийского мирного договора, заключённого в июле 971 года после осады Доростола.